# Lori McNeil
Lori McNeil (San Diego, 18 de dezembro de 1963) é uma ex-tenista profissional estadunidense.

## Grand Slam finais

### Duplas: 1 (0 títulos, 1 vice)
| Posição | Ano  | Campeonato      | Piso  | Parceira      | Oponentes                       | Placar   |
| ------- | ---- | --------------- | ----- | ------------- | ------------------------------- | -------- |
| Vice    | 1987 | Australian Open | Grama | Zina Garrison | Martina Navratilova Pam Shriver | 6–1, 6–0 |

### Duplas Mistas: 4 (1 título, 3 vices)
| Posição | Ano  | Campeonato    | Piso   | Parceiro         | Oponentes                                | Placar        |
| ------- | ---- | ------------- | ------ | ---------------- | ---------------------------------------- | ------------- |
| Vice    | 1987 | Roland Garros | Saibro | Sherwood Stewart | Pam Shriver Emilio Sánchez               | 6–3, 7–6(4)   |
| Campeã  | 1988 | Roland Garros | Saibro | Jorge Lozano     | Brenda Schultz-McCarthy Michiel Schapers | 7–5, 6–2      |
| Vice    | 1992 | Roland Garros | Saibro | Bryan Shelton    | Arantxa Sánchez Vicario Mark Woodforde   | 6–2, 6–3      |
| Vice    | 1994 | Wimbledon     | Grass  | T. J. Middleton  | Helena Suková Todd Woodbridge            | 3–6, 7–5, 6–3 |